# Prvi carigradski sabor
Prvi carigradski sabor ujedno je Drugi ekumenski sabor Crkve, a održan je u Carigradu. Sazvao ga je rimski car Teodozije I. Veliki 381. godine, kako bi potvrdio Nicejsko vjerovanje i konačno razriješio pitanje arijanstva.

## Prethodni događaji
Prvi nicejski sabor, koji se ponajviše bavio Arijevom herezom nije sukobe oko arijanstva priveo kraju. Naime, već 327. car Konstantin I. Veliki promijenio je svoju politiku prema Crkvi, pomilovao arijanske vođe, a svrgnuo i prognao Atanazija Aleksandrijskog i druge zagovornike Nicejskog vjerovanja. Progon nicejske stranke nastavio se i za Konstantinovih nasljednika, njegove sestre Konstancije, Konstancija II. i Valensa. S druge strane, jačao je otpor takvoj carskoj politici, te su se svojim propovijedanjem osobito istakli Kapadočani: Bazilije Veliki, Grgur Nazijanski i Grgur Niški.
Kako Nicejskim vjerovanjem nije bila jasno određena uloga Duha Svetoga u odnosu na Oca i Sina, javila su se o tome različita učenja. Među njima bili su i macedonijevci, nazvani prema carigradskom biskupu Macedoniju I., koji je nijekao božanstvo Duha Svetoga. Njegovi sljedbenici nazivali su se i pneumatomasi (»duhoborci«). Uz njih, bili su tu i Apolonarija iz Laodiceje, koji su u Isusu priznavali ljudsko tijelo i dušu, a božanski um. Kasnije su nazvani apolinarijevci.

## Tijek sabora
Naišavši na takvo stanje 379. kad je stupio na prijestolje, car Teodozije I. Veliki, odlučio je 381. sazvati crkveni sabor. Saborom je predsjedao Timotej Aleksandrijski, potom, Melecije Antiohijski, a nakon njegove smrti Grgur Nazijanski kao novi carigradski biskup, da bi ga, nakon njegova povlačenja s ove službe, i u predsjedanju saborom naslijedio Nektarije, novi carigradski biskup.
Saboru nije prisustvovao nijedan biskup sa Zapada, a nije bio pozvan ni papa Damaz I. Papini poslanici tek će na Kalcedonskom saboru 451. priznati ovaj sabor kao ekumenski sabor. S Istoka, na saboru je sudjelovalo 150 otaca. Sabor je održan od svibnja do srpnja u crkvi Svete Irene.

### O carigradskom biskupu
Jedna od prvih odluka sabora bilo je ustoličenje Grgura Nazijanskog kao carigradskog biskupa, no on će se ubrzo s toga mjesta povući, a sabor će na njegovo mjesto postaviti, prema želji cara Teodozija, svjetovnjaka i državnog službenika Nektarija. Istovremeno proglašeno je nevaljanim biskupsko ređenje Maksima, koji je bio Gregorijev suparnik u Carigradu. Na njegovu su ređenju, naime, bila prisutna samo dvojica biskupa, što se izričito protivi odlukama Prvog nicejskog sabora.

### O herezama
Sabor je još jednom osudio arijanstvo, te macedonizam i apolinarizam. Usto, dodatno je pojasnio sadržaj kršćanske vjere. Ponajprije je potvrdio Nicejsko vjerovanje  izvorni tekst na WikIzvoru: tekst kao istinito i točno tumačenje Svetog pisma, te, radi jasnoće, proširio njegov tekst u dijelu koji govori o Duhu Svetom, čime je izravno odgovoreno na tvrdnje macedonijevaca. Tako je za Duha Svetog sada rečeno da je »Gospodin i životvorac, koji izlazi od Oca, koji se s Ocem i Sinom skupa časti i zajedno slavi.« Premda nije upotrebljena grčka riječ ousia (bit), ipak iz ovoga jasno proizlazi da su saborski oci vjerovali u istobitnost Oca, Sina i Duha Svetoga. Ovo Vjerovanje bit će nazvano Nicejsko-carigradsko vjerovanje  izvorni tekst na WikIzvoru: tekst te će postati zajedničko svim kršćanima i ući u liturgijske tekstove.

### O Presvetom Trojstvu
U vezi s tumačenjem o Duhu Svetomu, sabor je u potpunosti usvojio teološko tumačenje trojice Kapadočana o Presvetom Trojstvu, to jest o jednom Bogu u tri osobe (grč. hipostasis). Ovo učenje objavio je i car Teodozije u dekretu kojim objavljuje da nauk o Trojstvu postaje državna religija, a svi su podanici dužni uz nju pristati.

## Kanoni Prvog carigradskog sabora
Nejasan je broj kanona što ih je ovaj sabor donio. Sve Pravoslavne i Istočne pravoslavne Crkve priznaju prva četiri kanona, dok su zadnja tri osporena na Zapadu.

### Prva četiri kanona
1) Dogmatska osuda svih vrsta arijanstva, te osuda macedonizma i apolinarizma.
2) Zabrana vršenja biskupske vlasti izvan granica vlastite dijeceze.
3) Odluka da carigradski patrijarh, kao patrijarh Novog Rima ima mjesto po časti odmah iza biskupa »starog Rima.« Ovaj je kanon zapadna Crkva prihvatila tek na Četvrtom carigradskom saboru, te ga potvrdila na Četvrtom lateranskom saboru za latinskog patrijarha Carigrada i na Saboru u Firenci za grčkog carigradskog patrijarha.
4) Odluka o nevaljanosti biskupskog ređenja Maksima, carigradskog patrijarha.

### Zadnja tri kanona
Budući da ova tri kanona, a osobito peti i šesti, nisu prisutni u svim popisima kanona ovog sabora, pretpostavlja se da su donijeti na sinodu koji se sljedeće godine održao u Carigradu.
5) Odnosi se na »Tom», dogmatski tekst, zapadnih biskupa, možda onaj pape Damaza I. o Trojstvu, te ispovijeda vjeru u istobitnost Oca, Sina i Duha Svetoga.
6) Ograničavanje mogućnosti sudskog gonjenja biskupa.
7) O postupku primanja obraćenih heretika u Crkvu.

## Značenje sabora
Prvi carigradski sabor konačno je zatvorio glavna teološka pitanja o Trojstvu i time još jednom uspostavio mir u čitavoj Crkvi. Na sljedećim će se saborima rješavati kristološka pitanja. To će dovesti i do prvih većih raskola koji će ostati sve do danas.
Organizacijski, značajna je saborska odluka o počasnom mjestu carigradskog patrijarha neposredno nakon rimskog pape. Time je ozbiljno smanjen ugled aleksandrijskog i antiohijskog patrijarhata, a kasnije će dovesti do sve većih netrpeljivosti između Carigrada i Rima, te u konačnici do Velikog raskola 1054. godine.